# Financial Inclusion
Financial Inclusion (deutsch: Finanzielle Inklusion) bedeutet die Verfügbarkeit von Dienstleistungen der formellen Finanzbranche für alle und deren Nutzung durch möglichst viele. Als informell und problematisch gelten dabei Geldverleiher und die Nutzung von Bargeld im Zahlungsverkehr und zur Wertaufbewahrung. Es handelt sich bei Financial Inclusion – anders als bei der traditionellen Entwicklungshilfe – um einen von öffentlichen Institutionen in enger Kooperation mit dem Privatsektor verfolgten Ansatz der Armutsbekämpfung, der, um nachhaltig zu sein, Gewinne abwerfen soll. Nach Ansicht von Förderern der Financial Inclusion, wie der Weltbank, ist diese zentral, um extreme Armut auszuradieren. In der „Maya-Erklärung“ von 2011 verpflichteten sich 70 Mitgliedsnotenbanken der Alliance for Financial Inclusion aus Entwicklungs- und Schwellenländern, die überragende Bedeutung der Financial Inclusion für die Ermächtigung und Verbesserung der Lebensumstände armer Menschen anzuerkennen.

## Begriffsentstehung
Der Begriff Financial Inclusion ist im halboffiziellen Sprachgebrauch der internationalen Entwicklungs- und Finanzcommunity ein Nachfolger des Begriffs Microcredit (deutsch: Mikrokredit), der das kommerzielle Mikrokreditgeschäft mit armen Menschen in Entwicklungs- und Schwellenländern beschreibt. Mit der Erweiterung der Angebotspalette an Finanzdienstleistungen, die Mikrofinanzinstitutionen anbieten, wurde zunächst der Begriff Microfinance (deutsch: Mikrofinanz) üblich. Ab ca. 2009 wurde Microfinance zunehmend durch Financial Inclusion ersetzt, vor allem weil internationale Institutionen letzteren Begriff prägten und bevorzugten.

## Historie und institutioneller Rahmen
Auf dem G20-Gipfel in Pittsburgh, USA, am 24. und 25. September 2009 verpflichteten sich die Regierungschefs, den Zugang der Armen zu Finanzdiensten zu verbessern, und beschlossen, aufbauend auf dem Beispiel der Mikrofinanz, die sichere und gesunde Ausbreitung von Finanzdiensten zu fördern. Dazu wurde in Zusammenarbeit mit der öffentlich-privaten Consultative Group to Assist the Poor (CGAP) und der Weltbank-Tochter IFC die Arbeitsgruppe G20 Financial Inclusion Experts Group gegründet.  Diese Arbeitsgruppe erstellte G20 Prinzipien für Innovative Financial Inclusion, welche die G20 auf ihrem Gipfel in Toronto im Mai 2010 annahmen. Sie unterfüttern den Aktionsplan Financial Inclusion, den die G20 auf ihrem Gipfel in Seoul im November 2010 verabschiedeten. Dabei wurde Financial Inclusion als „eine der tragenden Säulen der globalen Entwicklungsagenda“ bezeichnet. Zur Institutionalisierung wurde die Global Partnership for Financial Inclusion (GPFI) gegründet, als „inklusive Plattform für alle G20-Länder, interessierte Nicht-G20-Länder und relevante Stakeholder“. Sie will die finanzielle Inklusion fördern, weil sie als eine besonders wichtige Voraussetzung für wirtschaftliche Entwicklung zugunsten der Ärmsten betrachtet wird. Dabei unterstützen sie die Umsetzungspartner die öffentlich-privaten Partnerschaften Better Than Cash Alliance und Consultative Group to Assist the Poor (CGAP). Die von der Bill and Melinda Gates Foundation gegründete und finanzierte Alliance for Financial Inclusion (AFI) ist eine weitere Umsetzungspartnerin der GPFI.
Die internationalen standardsetzenden Organisationen des Finanzbereichs haben sich verpflichtet, ihre Standards so auszugestalten, dass die finanzielle Inklusion gefördert wird. Dazu gehören die Financial Action Task Force on Money Laundering and Terrorism Finance (FATF), der Basler Bankenausschuss und der Ausschuss für Zahlungsverkehrs- und Abwicklungssystem (CPSS). Dasselbe gilt für Weltbank und Internationalen Währungsfonds.

## Financial Inclusion und Digitalisierung des Zahlungsverkehrs
In einem oft verwendeten weiteren Sinne bedeutet Financial Inclusion die Verstärkung der Nutzung des digitalen Zahlungsverkehrs zu Lasten der als teuer und unsicher geltenden Bargeldnutzung. So hat 2011 der internationale Standardsetzer FATF (Geldwäschebekämpfung) in einem Grundsatzpapier zur Financial Inclusion anerkannt, dass es den Zielen der FATF dient, mehr Kunden und Transaktionen aus der undurchsichtigen, nicht nachverfolgbaren Welt des Bargelds in die nachverfolgbare Welt formeller Finanzdienstleistungen zu bringen. Entsprechend hat er sich der GPFI gegenüber verpflichtet, seine Standards für Finanzdienstleister bargeldfeindlich auszugestalten.
Im September 2016 setzten die G20 das Wort „digital“ vor Financial Inclusion und verabschiedeten die High Level Principles for Digital Financial Inclusion, was die Wirtschaftsberatung BCG in einem Bericht als institutionelle Unterstützung des Übergangs zu bargeldlosen Ökonomien bezeichnet. Nach Berechnungen des Beratungsunternehmens würde die völlige Bargeldbeseitigung das jährliche Bruttoinlandsprodukt entwickelter Volkswirtschaften um 1 % und von Entwicklungsländern um 3 % steigern.